# Jerzy Damsz
Jerzy Damsz (ur. 6 września 1911 w Łodzi, zm. 22 czerwca 1987 w Sopocie) – polski pilot sportowy i wojskowy, ostatni dowódca 307 dywizjonu myśliwskiego, inżynier, specjalista w zakresie kriogeniki, działacz społeczny i patriotyczny, kawaler Orderu Virtuti Militari.

## Życiorys
Ojciec Jerzego Damsza był pracownikiem jednego z łódzkich banków, oficerem armii rosyjskiej i Wojska Polskiego, uczestnikiem wojny rosyjsko-japońskiej, I wojny światowej oraz wojny polsko-bolszewickiej.
Jerzy Damsz ukończył Prywatne Gimnazjum i Liceum Męskie A. Zimowskiego w Łodzi, egzamin dojrzałości zdał w 1929 roku (w 1931 według innych źródeł) i w tym samym roku rozpoczął studia na Wydziale Mechanicznym Politechniki Warszawskiej. Ukończył je w 1936 roku, uzyskując dyplom inżyniera.
W czasie studiów, w 1934 roku, odbył kurs szybowcowy w Aeroklubie Warszawskim (uzyskał kategorię A) oraz na samolotach silnikowych w ramach Przysposobienia Wojskowego Lotniczego w Łucku. W 1936 roku zajął jako nawigator I miejsce w ogólnopolskich zawodach lotniczych (na samolocie RWD-8 wspólnie z pilotem Rościsławem Aleksandrowiczem). Następnie ukończył Szkołę Podchorążych Rezerwy Lotnictwa w Dęblinie i jako plutonowy podchorąży pozostawał w rezerwie 1 pułku lotniczego.
Od 1937 roku pracował w Laboratorium Maszyn Cieplnych Politechniki Warszawskiej a następnie w Instytucie Technicznym Lotnictwa. 6 września 1939 roku, wraz z innymi pracownikami naukowymi instytutu otrzymał rozkaz ewakuacji. Wraz z żoną, Zofią Krupińską, własnym motocyklem wyjechał do Lwowa, a 17 września przekroczył granicę rumuńską. Później, przez Jugosławię i Grecję przedostał się do Francji. Przydzielony do centrum szkolenia w Lyon-Bryon, nie brał udziału w kampanii francuskiej. Po upadku Francji został wraz z grupą lotników ewakuowany do Wielkiej Brytanii, gdzie otrzymał numer służbowy RAF P-0949. We wrześniu 1940 roku został pilotem Air Transport Auxiliary w White Waltham, gdzie zajmował się rozprowadzaniem samolotów do jednostek bojowych.
W lipcu następnego roku jego starania o przydział do jednostki frontowej zakończyły się sukcesem: po przeszkoleniu w 60 OTU (Operational Training Unit) został we wrześniu 1941 roku pilotem 307 dywizjonu myśliwskiego nocnego. Latał w załodze z nawigatorem Witoldem Sylwestrowiczem. Pierwsze zwycięstwo – zaliczone jako prawdopodobne zestrzelenie Bf 110 – odniósł 10 września 1943 roku nad Atlantykiem. 25 września 1943 roku zestrzelił na pewno nad Zatoką Biskajską jednego Ju 88, drugiego zaś uszkodził.
Po zakończeniu tury operacyjnej, w lutym 1944 roku został zatrudniony w Royal Aircraft Establishment jako inżynier. Prowadził tam badania właściwości silników lotniczych. Do 307 dywizjonu powrócił już po zakończeniu działań bojowych, w październiku 1945 roku. Od 1 marca 1946 roku do rozwiązania jednostki pełnił funkcję dowódcy dywizjonu. Został zdemobilizowany 14 października 1947 roku, w stopniu kapitana lotnictwa (i brytyjskim Wing Commandera). Za swoje zasługi bojowe odznaczony Krzyżem Srebrnym Orderu Virtuti Militari oraz trzykrotnie Krzyżem Walecznych.
Po przejściu do cywila wyjechał wraz z rodziną i kilkoma innymi pilotami do Argentyny, gdzie zamierzali uruchomić firmę transportową. Wobec cofnięcia zgody na działalność przez rząd argentyński, firma upadła. Jerzy Damsz został wspólnikiem warsztatu naprawczego silników wysokoprężnych w Rosario. W 1952 roku wyjechał do Paragwaju, gdzie objął stanowisko kierownika technicznego kopalni gipsu. Osiągnął w tej pracy znaczne sukcesy, po czym powrócił do Argentyny, gdzie został kierownikiem działu badawczo-rozwojowego konsorcjum Iggam, a następnie zajmował podobne stanowisko w fabryce motoryzacyjnej w Córdobie.
W 1958 roku wyjechał do Stanów Zjednoczonych. Znalazł zatrudnienie w Hofman Laboratory, gdzie zetknął się z technologią niskich temperatur. Wkrótce został zaangażowany w Philips Laboratories Division. Zaangażował się również w działalność organizacji polonijnych, był prezesem Stowarzyszenia Inżynierów Polskich oraz członkiem Rady Nadzorczej Polish Association of Arts and Science. Od 1972 roku pracował w Cryogenic Technology Inc. w Bostonie. Był autorem szeregu publikacji i patentów z dziedziny kriogeniki, jedna z zaprojektowanych przez niego instalacji została wykorzystana przez NASA przy konstrukcji sond Voyager.
W 1975 roku przeszedł na wcześniejszą emeryturę i powrócił do Polski. Zamieszkał w Sopocie wraz z drugą żoną, Teresą Remiszewską. Był konsultantem w Instytucie Techniki Cieplnej Politechniki Warszawskiej. W 1980 roku był jednym z organizatorów Koła Kombatantów NSZZ „Solidarność”. W latach 1985–1987 spisał swoje wspomnienia, które zostały wydane w 1990 roku nakładem Społecznego Instytutu Wydawniczego Znak.
Pochowany na cmentarzu komunalnym w Sopocie (kwatera N4-19-14).

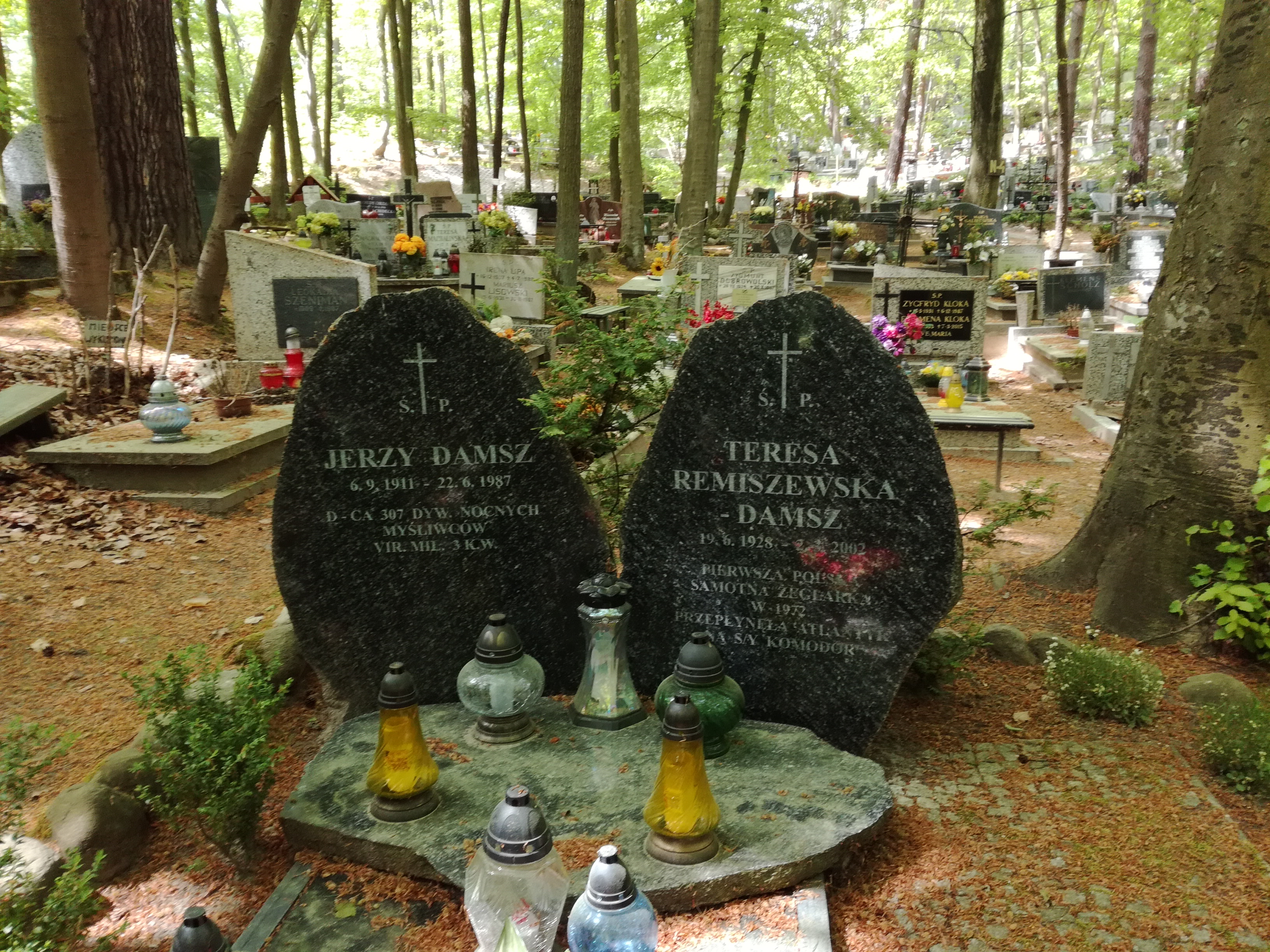
Grób Teresy Remiszewskiej i Jerzego Damsza